# Graffiti Research Lab
Le Graffiti Research Lab (GRL) est un collectif d'artistes se rattachant au laboratoire « ouvert » de la fondation Eyebeam (le Eyebeam Openlab) qui développe des outils destinés à  « appuyer technologiquement les individus  pour modifier et réinvestir de manière créative leurs environnements envahis par la culture du commerce et de l’entreprise » , transposant ainsi l'esprit open source dans le monde de l'art urbain.
Chacun de leur projet est documenté de manière très précise sur leur site, accompagné de vidéos et d'instructions détaillées pour inciter les gens à passer eux-mêmes à la réalisation.
À l'initiative du GRL se trouvent James Powderly (aussi connu sous le pseudoyme de « Resistor »), diplômé du NYU Interactive Telecommunications Program (« programme de télécommunication interactive de l'université de New York »), ancien ingénieur à Honeybee Robotics, ayant développé pour la NASA, artiste à résidence chez Eyebeam depuis 2002 et Evan Roth (aussi connu sous le nom de « FI5E »), cocréateur du site ni9e.com, pour lequel il a reçu divers prix aux Flash Forward Film Festival et Flash in the Can Design and Technology Festival.
Le Graffiti Research Lab a reçu une distinction au festival Ars Electronica 2006 dans la catégorie art interactif.